# Ecco Sko
ECCO Sko A/S er en dansk koncern, der producerer sko, læder og accessories. Virksomheden blev grundlagt af Karl Toosbuy i 1963 i Bredebro, og i dag ejes koncernen af grundlæggerens datter, Hanni Toosbuy. I oktober 2011 åbnede ECCO butik nummer 1.000 i Minneapolis i USA, og samlet set har koncernen en salgskapacitet på mere end 14.000 salgssteder globalt set. Omsætningen var i 2018 på €1.309m, overskud før skat €201m, og koncernen beskæftigede 21.300 ansatte (2018).
ECCO investerede i 2020 et stort beløb i Rusland, da de overtog driften af deres butikker. En drift de stadig forsvarer i april 2022, efter at Rusland har invaderet Ukraine, og en beslutning der møder stor kritik hos forbrugerne i Danmark. Det har ligeledes ført til boykot fra flere butikskæder.
Flere butikskæder siger stop for salg af Ecco sko på grund af den fortsatte drift i Rusland.
Presset på Ecco stiger, men Ecco nægter at trække sig ud af Rusland.
ECCOs sko produceres på koncernens egne fabrikker i Slovakiet, Portugal, Thailand, Indonesien, Vietnam og Kina. Herudover produceres nogle få procent af skoene under licens. ECCO har egne garverier i Holland, Kina, Indonesien og Thailand og deltager i et forskningsprogram, der har til formål at reducere den miljøpåvirkning, der sker som følge af garvningen.
ECCO var det første skomærke, hvor varemærket var indfældet som relief i skoenes sål, hvilket var en lille revolution inden for markedsføring i skobranchen. Langt hovedparten af produktionen sælges uden for Danmark, og den største omsætning ligger i Europa. Koncernen satser også i høj grad på Asien og Amerika, og samlet set er de repræsenteret i 99 lande verden over.